# Special Olympics Russland
Special Olympics Russland (englisch: Special Olympics Russia) ist der russische Verband von Special Olympics International. Sein Ziel ist die Förderung von Sport für Menschen mit geistiger Beeinträchtigung und die Sensibilisierung der Gesellschaft für diese Mitmenschen. Außerdem betreut er die russischen Athletinnen und Athleten bei den Special Olympics Wettkämpfen.

## Geschichte
Special Olympics Russland wurde 1990 mit Sitz in Moskau gegründet. Die in Kasan geplanten Special Olympics World Winter Games 2023 wurden abgesagt.

## Aktivitäten
2019 waren 131.096 Athletinnen, Athleten und Unified Partner sowie 1.722 Trainer bei Special Olympics Russland registriert. Der Verband nahm 2019 an den Programmen Athlete Leadership, Healthy Athletes, Young Athletes, Motor Activities Training Program (MATP), Family Support Network, Unified Schools und Unified Sports teil, die von Special Olympics International ins Leben gerufen worden waren.

### Sportarten
Folgende Sportarten wurden 2019 vom Verband angeboten:
- Badminton (Special Olympics)
- Basketball (Special Olympics)
- Boccia (Special Olympics)
- Bowling (Special Olympics)
- Eiskunstlauf (Special Olympics)
- Eisschnelllauf
- Floor Hockey
- Freiwasserschwimmen
- Fußball (Special Olympics)
- Golf (Special Olympics)
- Handball (Special Olympics)
- Judo
- Kanusport (Special Olympics)
- Kraftdreikampf (Special Olympics)
- Leichtathletik (Special Olympics)
- Radsport (Special Olympics)
- Reiten (Special Olympics)
- Roller Skating (Special Olympics)
- Rhythmische Sportgymnastik (Special Olympics)
- Schneeschuhlaufen (Special Olympics)
- Segeln (Special Olympics)
- Shorttrack (Special Olympics)
- Ski Alpin (Special Olympics)
- Skilanglauf (Special Olympics)
- Schwimmen (Special Olympics)
- Snowboard (Special Olympics)
- Tennis (Special Olympics)
- Tischtennis (Special Olympics)
- Turnen (Special Olympics)
- Volleyball (Special Olympics)

### Teilnahme an Weltspielen vor 2020
(Quelle:)
• 2007 Special Olympics World Summer Games, Shanghai, China (190 Athletinnen und Athleten)
• 2009 Special Olympics World Winter Games, Boise, USA (78 Athletinnen und Athleten)
• 2011 Special Olympics World Summer Games, Athen (223 Athletinnen und Athleten)
• 2013 Special Olympics World Winter Games, PyeongChang, Südkorea (78 Athletinnen und Athleten)
• 2015 Special Olympics World Summer Games, Los Angeles, USA (145 Athletinnen und Athleten)
• 2017 Special Olympics World Winter Games, Graz-Schladming-Ramsau, Österreich (79 Athletinnen und Athleten)
• 2019 Special Olympics, World Summer Games, Abu Dhabi (153 Athletinnen und Athleten)